# Saúl Ñíguez
Saúl Ñíguez Esclápez, noto semplicemente come Saúl (Elche, 21 novembre 1994), è un calciatore spagnolo, centrocampista del Flamengo.

## Biografia
Saúl è figlio di José Antonio Ñíguez, ex attaccante dell'Elche. I fratelli maggiori Aarón e Jonathan sono anch'essi calciatori.

## Caratteristiche tecniche
È un centrocampista dotato di personalità e foga agonistica, che talvolta lo portano a effettuare interventi molto irruenti. Ambidestro, è bravo nel gioco aereo, dispone di una buona tecnica di base oltre ad avere una buona capacità di inserirsi nelle difese avversarie. Vista la sua bravura in fase difensiva, in passato ha giocato anche da difensore centrale e da terzino sinistro. Per sua stessa ammissione, dichiara di ispirarsi a Steven Gerrard.

## Carriera

### Club

#### Atlético Madrid
Saúl viene ingaggiato dall'Atlético Madrid a soli 13 anni, dopo aver iniziato le giovanili nel Real Madrid. Fa il suo esordio con la seconda squadra nella stagione 2010-2011, realizzando la sua prima rete il 10 aprile contro l'Extremadura UD.
L'8 marzo 2012, a 17 anni e 108 giorni, fa il suo esordio con la prima squadra giocando gli ultimi sei minuti in Europa League contro il Beşiktaş, nella gara vinta 3-1. Dopo aver collezionato 11 presenze nella stagione 2012-2013, il 21 luglio 2013 passa in prestito al Rayo Vallecano, dove disputa una stagione intera, scendendo in campo 37 volte e andando in gol in 2 occasioni.
Dopo essere tornato all'Atlético, e aver disputato una stagione ad alto livello, il 5 maggio 2015 rinnova il contratto fino al 2020.
Il 27 aprile 2016 Saúl risulta decisivo giocando 85 minuti nella gara di andata delle semifinali di Champions League contro il Bayern Monaco e segnando il gol per la vittoria 1-0 dell'Atlético allo stadio Vicente Calderón, che consente alla squadra di andare in finale, nonostante la sconfitta per 2-1 all'Allianz Arena. Il 18 maggio seguente prolunga il contratto con i Colchoneros fino al 2021.
Il 17 settembre seguente Saúl gioca la sua 100ª partita come calciatore dell'Atlético Madrid, in occasione della vittoria per 5-0 contro lo Sporting Gijón. Il 1º luglio 2017 firma un rinnovo contrattuale fino al 2026 con una clausola rescissoria di 150 milioni. Il 3 maggio 2018 gioca la sua 200ª partita ufficiale con l'Atlético Madrid, in occasione della vittoriosa semifinale di Europa League contro l'Arsenal. Il 3 novembre 2020 raggiunge quota 300 presenze con la maglia dei Colchoneros, giocando la partita pareggiata per 1-1 contro la Lokomotiv Mosca nella fase a gironi di Champions League.
Nella sessione estiva del calcio mercato 2021 lascia il club spagnolo dopo aver totalizzato 340 presenze e 43 gol.

#### Prestito al Chelsea
Il 1º settembre 2021 viene ufficializzato il suo passaggio agli inglesi del Chelsea con la formula del prestito oneroso, da 5 milioni di euro, con diritto di riscatto fissato a 40. Esordisce coi Blues l'11 settembre giocando i primi 45 minuti dell'incontro di campionato vinto contro l'Aston Villa per 3-0. Il 2 marzo mette a segno il suo primo gol con la casacca del Chelsea, in occasione della partita di FA Cup vinta per 3-2 contro il Luton Town. Al termine della stagione, dopo aver vinto la coppa del mondo per club, non viene riscattato dalla società inglese e fa ritorno in Spagna.

#### Ritorno all'Atlético Madrid
Di ritorno dal prestito rientra nello scacchiere di Simeone e il 12 ottobre 2022 gioca la sua partita numero 350 con il club di Madrid. Il 16 dicembre 2023 tocca quota 400 presenze. Termina la stagione 2023-2024 diventando il settimo calciatore con più presenze nella storia dei colchoneros.

#### Prestito al Siviglia
Il 15 luglio 2024, Saúl si trasferisce al Siviglia in prestito, con possibilità di un'ulteriore estensione, fino al termine della stagione 2024-25. Al termine della stagione fa ritorno a Madrid.
Il 23 luglio 2025 rescinde il contratto con i Colchoneros, terminando così la sua esperienza con il club spagnolo dopo 427 presenze e 48 reti.

#### Flamengo
Poche ore dopo aver risolto il contratto con l'Atlético Madrid, viene annunciato il suo ingaggio da parte dei brasiliani del Flamengo, con cui firma un contratto fino al 2028.

### Nazionale

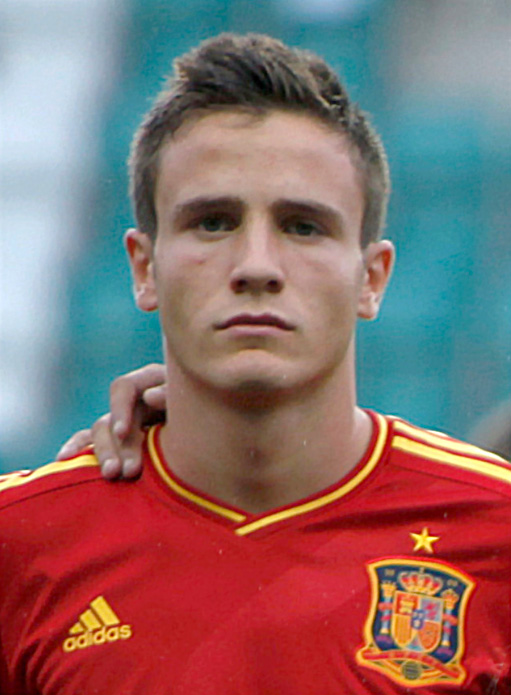
Saúl con la maglia della nel 2012

Nel 2012 vince con la sua nazionale gli Europei Under-19; in seguito partecipa ai Mondiali Under-20 del 2013, e nello stesso anno esordisce con l'Under-21.
Nel maggio 2016 viene inserito dal CT spagnolo Vicente del Bosque nella lista provvisoria di convocati agli Europei, ma risulta poi fra gli esclusi dalla rosa finale. Il successivo 1º settembre trova l'esordio in nazionale sotto la nuova gestione di Julen Lopetegui, nell'amichevole vinta 0-2 a Bruxelles contro il Belgio.
Nel 2017 viene convocato per l'Europeo Under-21 in Polonia e all'esordio apre le marcature del 5-0 contro la Macedonia, ripetendosi nella partita successiva contro il Portogallo, nella quale sigla l'1-0. Il 27 giugno, nella semifinale giocata contro l'Italia, realizza una tripletta che permette alla sua nazionale di raggiungere la finale, laureandosi capocannoniere dell'edizione.
Il 21 maggio 2018 viene incluso dal commissario tecnico della Spagna Lopetegui nella lista dei convocati per il campionato del mondo 2018, che per la nazionale spagnola si conclude allo stadio degli ottavi di finale, nei quali viene sconfitta ai rigori dai padroni di casa della Russia.
L'8 settembre 2018 Saúl segna il suo primo gol con la Roja in occasione della vittoria per 2-1 a Wembley contro l'Inghilterra nella gara valida per il primo turno di UEFA Nations League. Inizialmente titolare durante la gestione Luis Enrique, va a segno in Nations League nel 6-0 contro la Croazia e nell'1-1 contro la Norvegia nelle qualificazioni agli europei, salvo poi venire escluso successivamente (anche a causa di infortuni) dalle scelte del commissario tecnico.

## Statistiche
Al 20 gennaio 2025 Saúl ha disputato, tra club, nazionale maggiore e nazionali giovanili, 654 partite e realizzato 75 gol.

### Presenze e reti nei club
| Stagione                 | Squadra                  | Campionato               | Campionato | Campionato | Coppe nazionali | Coppe nazionali | Coppe nazionali | Coppe continentali | Coppe continentali | Coppe continentali | Altre coppe | Altre coppe | Altre coppe | Totale | Totale |
| Stagione                 | Squadra                  | Comp                     | Pres       | Reti       | Comp            | Pres            | Reti            | Comp               | Pres               | Reti               | Comp        | Pres        | Reti        | Pres   | Reti   |
| ------------------------ | ------------------------ | ------------------------ | ---------- | ---------- | --------------- | --------------- | --------------- | ------------------ | ------------------ | ------------------ | ----------- | ----------- | ----------- | ------ | ------ |
| 2010-2011                | Atlético Madrid B        | SB                       | 22         | 1          | -               | -               | -               | -                  | -                  | -                  | -           | -           | -           | 22     | 1      |
| 2011-2012                | Atlético Madrid B        | SB                       | 22         | 1          | -               | -               | -               | -                  | -                  | -                  | -           | -           | -           | 22     | 1      |
| 2012-2013                | Atlético Madrid B        | SB                       | 26         | 6          | -               | -               | -               | -                  | -                  | -                  | -           | -           | -           | 26     | 6      |
| Totale Atlético Madrid B | Totale Atlético Madrid B | Totale Atlético Madrid B | 70         | 8          |                 | -               | -               |                    | -                  | -                  |             | -           | -           | 70     | 8      |
| 2011-2012                | Atlético Madrid          | PD                       | 0          | 0          | CR              | 0               | 0               | UEL                | 1                  | 0                  | -           | -           | -           | 1      | 0      |
| 2012-2013                | Atlético Madrid          | PD                       | 2          | 0          | CR              | 2               | 0               | UEL                | 7                  | 0                  | SU          | 0           | 0           | 11     | 0      |
| 2013-2014                | Rayo Vallecano           | PD                       | 34         | 2          | CR              | 3               | 0               | -                  | -                  | -                  | -           | -           | -           | 37     | 2      |
| 2014-2015                | Atlético Madrid          | PD                       | 24         | 4          | CR              | 4               | 0               | UCL                | 5                  | 0                  | SS          | 2           | 0           | 35     | 4      |
| 2015-2016                | Atlético Madrid          | PD                       | 31         | 4          | CR              | 4               | 2               | UCL                | 13                 | 3                  | -           | -           | -           | 48     | 9      |
| 2016-2017                | Atlético Madrid          | PD                       | 33         | 4          | CR              | 8               | 1               | UCL                | 12                 | 4                  | -           | -           | -           | 53     | 9      |
| 2017-2018                | Atlético Madrid          | PD                       | 36         | 2          | CR              | 5               | 0               | UCL + UEL          | 6+9                | 1+3                | -           | -           | -           | 56     | 6      |
| 2018-2019                | Atlético Madrid          | PD                       | 33         | 4          | CR              | 3               | 0               | UCL                | 8                  | 1                  | SU          | 1           | 1           | 45     | 6      |
| 2019-2020                | Atlético Madrid          | PD                       | 35         | 6          | CR              | 1               | 0               | UCL                | 9                  | 1                  | SS          | 2           | 0           | 47     | 7      |
| 2020-2021                | Atlético Madrid          | PD                       | 33         | 2          | CR              | 2               | 0               | UCL                | 6                  | 0                  | -           | -           | -           | 41     | 2      |
| ago. 2021                | Atlético Madrid          | PD                       | 3          | 0          | CR              | -               | -               | UCL                | -                  | -                  | SS          | -           | -           | 3      | 0      |
| set. 2021-2022           | Chelsea                  | PL                       | 10         | 0          | FACup+CdL       | 3+4             | 1+0             | UCL                | 5                  | 0                  | SU+Cmc      | -+1         | 0           | 23     | 1      |
| 2022-2023                | Atlético Madrid          | PD                       | 31         | 3          | CR              | 2               | 0               | UCL                | 5                  | 0                  | -           | -           | -           | 38     | 3      |
| 2023-2024                | Atlético Madrid          | PD                       | 34         | 1          | CR              | 4               | 0               | UCL                | 10                 | 1                  | SS          | 1           | 0           | 49     | 2      |
| Totale Atlético Madrid   | Totale Atlético Madrid   | Totale Atlético Madrid   | 295        | 30         |                 | 35              | 3               |                    | 91                 | 14                 |             | 6           | 1           | 427    | 48     |
| 2024-2025                | Siviglia                 | PD                       | 24         | 1          | CR              | 2               | 0               |                    | -                  | -                  |             | -           | -           | 26     | 1      |
| lug.-dic. 2025           | Flamengo                 | A/RJ+A                   | -          | -          | CB              | -               | -               | CL                 | -                  | -                  | SB+Cmc      | -           | -           | -      | -      |
| Totale carriera          | Totale carriera          | Totale carriera          | 433        | 41         |                 | 47              | 4               |                    | 96                 | 14                 |             | 7           | 1           | 583    | 60     |

### Cronologia presenze e reti in nazionale
| Cronologia completa delle presenze e delle reti in nazionale ― Spagna | Cronologia completa delle presenze e delle reti in nazionale ― Spagna | Cronologia completa delle presenze e delle reti in nazionale ― Spagna | Cronologia completa delle presenze e delle reti in nazionale ― Spagna | Cronologia completa delle presenze e delle reti in nazionale ― Spagna | Cronologia completa delle presenze e delle reti in nazionale ― Spagna | Cronologia completa delle presenze e delle reti in nazionale ― Spagna | Cronologia completa delle presenze e delle reti in nazionale ― Spagna |
| Data                                                                  | Città                                                                 | In casa                                                               | Risultato                                                             | Ospiti                                                                | Competizione                                                          | Reti                                                                  | Note                                                                  |
| --------------------------------------------------------------------- | --------------------------------------------------------------------- | --------------------------------------------------------------------- | --------------------------------------------------------------------- | --------------------------------------------------------------------- | --------------------------------------------------------------------- | --------------------------------------------------------------------- | --------------------------------------------------------------------- |
| 1-9-2016                                                              | Bruxelles                                                             | Belgio                                                                | 0 – 2                                                                 | Spagna                                                                | Amichevole                                                            | -                                                                     | 75’                                                                   |
| 7-6-2017                                                              | Murcia                                                                | Spagna                                                                | 2 – 2                                                                 | Colombia                                                              | Amichevole                                                            | -                                                                     | 46’                                                                   |
| 11-6-2017                                                             | Skopje                                                                | Macedonia                                                             | 1 – 2                                                                 | Spagna                                                                | Qual. Mondiali 2018                                                   | -                                                                     | 90+2’                                                                 |
| 2-9-2017                                                              | Madrid                                                                | Spagna                                                                | 3 – 0                                                                 | Italia                                                                | Qual. Mondiali 2018                                                   | -                                                                     | 78’                                                                   |
| 6-10-2017                                                             | Alicante                                                              | Spagna                                                                | 3 – 0                                                                 | Albania                                                               | Qual. Mondiali 2018                                                   | -                                                                     |                                                                       |
| 11-11-2017                                                            | Malaga                                                                | Spagna                                                                | 5 – 0                                                                 | Costa Rica                                                            | Amichevole                                                            | -                                                                     | 46’                                                                   |
| 14-11-2017                                                            | San Pietroburgo                                                       | Russia                                                                | 3 – 3                                                                 | Spagna                                                                | Amichevole                                                            | -                                                                     | 60’                                                                   |
| 23-3-2018                                                             | Düsseldorf                                                            | Germania                                                              | 1 – 1                                                                 | Spagna                                                                | Amichevole                                                            | -                                                                     | 46’                                                                   |
| 27-3-2018                                                             | Madrid                                                                | Spagna                                                                | 6 – 1                                                                 | Argentina                                                             | Amichevole                                                            | -                                                                     | 56’                                                                   |
| 3-6-2018                                                              | Vila-real                                                             | Spagna                                                                | 1 – 1                                                                 | Svizzera                                                              | Amichevole                                                            | -                                                                     | 55’ 57’                                                               |
| 8-9-2018                                                              | Londra                                                                | Inghilterra                                                           | 1 – 2                                                                 | Spagna                                                                | UEFA Nations League 2018-2019 - 1º turno                              | 1                                                                     |                                                                       |
| 11-9-2018                                                             | Elche                                                                 | Spagna                                                                | 6 – 0                                                                 | Croazia                                                               | UEFA Nations League 2018-2019 - 1º turno                              | 1                                                                     | 65’                                                                   |
| 11-10-2018                                                            | Cardiff                                                               | Galles                                                                | 1 – 4                                                                 | Spagna                                                                | Amichevole                                                            | -                                                                     | 46’                                                                   |
| 15-10-2018                                                            | Siviglia                                                              | Spagna                                                                | 2 – 3                                                                 | Inghilterra                                                           | UEFA Nations League 2018-2019 - 1º turno                              | -                                                                     | 56’                                                                   |
| 15-11-2018                                                            | Zagabria                                                              | Croazia                                                               | 3 – 2                                                                 | Spagna                                                                | UEFA Nations League 2018-2019 - 1º turno                              | -                                                                     | 74’                                                                   |
| 26-3-2019                                                             | Ta' Qali                                                              | Malta                                                                 | 0 – 2                                                                 | Spagna                                                                | Qual. Euro 2020                                                       | -                                                                     | 65’                                                                   |
| 5-9-2019                                                              | Bucarest                                                              | Romania                                                               | 1 – 2                                                                 | Spagna                                                                | Qual. Euro 2020                                                       | -                                                                     | 76’                                                                   |
| 12-10-2019                                                            | Oslo                                                                  | Norvegia                                                              | 1 – 1                                                                 | Spagna                                                                | Qual. Euro 2020                                                       | 1                                                                     |                                                                       |
| 18-11-2019                                                            | Madrid                                                                | Spagna                                                                | 5 – 0                                                                 | Romania                                                               | Qual. Euro 2020                                                       | -                                                                     |                                                                       |
| Totale                                                                |                                                                       | Presenze                                                              | 19                                                                    |                                                                       | Reti                                                                  | 3                                                                     |                                                                       |

## Palmarès

### Club

#### Competizioni nazionali
- Coppa di Spagna: 1

Atlético Madrid: 2012-2013
- Supercoppa di Spagna: 1

Atlético Madrid: 2014
- Campionato spagnolo: 1

Atletico Madrid: 2020-2021

#### Competizioni internazionali
- UEFA Europa League: 2

Atlético Madrid: 2011-2012, 2017-2018
- Supercoppa UEFA: 2

Atlético Madrid: 2012, 2018
- Coppa del mondo per club: 1

Chelsea: 2021

### Nazionale
- Campionato d'Europa Under-19: 1

2012

### Individuale
- Selezione UEFA dell'Europeo Under-21: 1

Polonia 2017
- Scarpa d'oro del Europeo Under-21: 1

Polonia 2017 (5 gol)
- Squadra della stagione della UEFA Europa League: 1

2017-2018